# Gilles Julien
 (mars 2016).
Si vous disposez d'ouvrages ou d'articles de référence ou si vous connaissez des sites web de qualité traitant du thème abordé ici, merci de compléter l'article en donnant les références utiles à sa vérifiabilité et en les liant à la section « Notes et références ».
Gilles Julien (né à Sillery en 1935) est un administrateur scientifique franco-ontarien. Il se fait connaître par son engagement à l'essor de la francophonie.

## Biographie
Il est diplômé en biologie, et détenteur d’un doctorat en pharmacologie de l’Université Laval. Après une carrière de 11 ans comme professeur et chercheur à l’Université Laval, il entreprend une carrière d’administrateur scientifique, d’abord au Conseil national de recherches (CNRC) à Ottawa, puis au Conseil de recherches en sciences naturelles et en génie (CRSNG) où il a été successivement directeur-général et vice-président exécutif. 
Musicien amateur, il fonde le chœur V'la l'bon vent à Québec, avec François Provencher, puis Les Chansonniers d'Ottawa, chœur à qui il donne le mandat de propager le fait canadien-français par la musique chorale. 
Lui et son épouse, Françoise Delisle-Julien, ont été nommés membres de l’ordre des francophones d’Amérique en 1995 pour leur engagement, comme couple, à contribuer à l’essor et à l’épanouissement de la culture canadienne-française en Ontario, tout en faisant la promotion de la culture musicale chorale. 
De plus, ses contributions à l’essor du français tant en science qu’en musique lui ont valu la décoration de chevalier de l’ordre de la Pléiade en 2000.